# Chemische Badabscheidung
Die chemische Badabscheidung (englisch chemical bath deposition, CBD, oder solution growth) ist eine Beschichtungstechnik zur Abscheidung dünner Schichten. Sie basiert auf der kontrollierten Abscheidung schwer löslicher Salze aus einer Lösung.
Die Grundlagen für diese Abscheidungstechnik legte Gerhard Brückmann im Jahr 1933, als er zum ersten Mal Dünnschichten aus Bleisulfid (PbS) aus einer Lösung herstellte, die Bleiacetat, Thioharnstoff und Natriumhydroxid enthielt.
Das Verfahren kann ähnlich wie eine chemische Gasphasenabscheidung (engl. chemical vapour deposition, CVD) betrachtet werden, wobei sich das Substrat nicht in einem Gasraum, sondern in einer Lösung befindet.
Die Abscheidung der dünnen Schichten erfolgt durch Reaktion der Ionen oder durch Zusammenlagerung der kolloidalen Partikeln. Dies kann beispielsweise durch Zugabe eines Komplexbildners und Erhitzen der Lösung geschehen. Im Labormaßstab kann dies beispielsweise folgendermaßen durchgeführt werden. Das Substrat wird in die Lösung, die sich ein einem Becherglas befindet, eingetaucht und durch einen Heizplatte auf 60 bis 80 °C erwärmt. Für eine bessere Durchmischung der Lösung kann ein Magnetrührer eingesetzt werden.
Die Methode zeichnet sich durch niedrige Kosten aus, da keine teure Anlagentechnik notwendig ist, beispielsweise die beim CVD-Verfahren notwendige Vakuumanlage. Im Wesentlichen reicht ein Behälter für die Lösung und das Substrat aus. Zudem gilt sie als skalierbare Technik, das heißt, die Abscheidung kann leicht vom Labormaßstab auf großflächige Stapelverarbeitung oder kontinuierliche Abscheidung übertragen werden.
Nachteilig ist bei dieser Methode, dass die Lösung nach jeder Abscheidung als Abfall entsorgt wird.
Angewendet wird CBD unter anderem zur Abscheidung von Chalkogeniden, beispielsweise für die Herstellung der Cadmiumsulfid-Schicht (CdS) bei Dünnschichtsolarzellen.